# Красимир Балаков
Красімір Балаков (болг. Красимир Балъков, нар. 29 березня 1966, Хотниця) — болгарський футболіст, що грав на позиції півзахисника. Виступав за клуби «Етир», «Спортінг» та «Штутгарт», а також національну збірну Болгарії. Футболіст року в Болгарії (1995, 1997).
По завершенні ігрової кар'єри — футбольний тренер. Працював зі швейцарським «Грассгоппером» та «Санкт-Галленом», хорватським «Хайдуком» (Спліт), німецьким «Кайзерслаутерном» та болгарськими «Чорноморцем» та «Літексом».

## Клубна кар'єра
Народився 29 березня 1966 року в місті Велико-Тирново. Вихованець футбольної школи клубу «Етир». Дорослу футбольну кар'єру розпочав 1982 року в основній команді того ж клубу, в якій провів вісім сезонів, взявши участь у 142 матчах чемпіонату.
Своєю грою за цю команду привернув увагу представників тренерського штабу клубу «Спортінг», до складу якого приєднався на початку 1991 року і став виступати зі своїм співвітчизником Івайло Йордановим. Красимир відіграв за лісабонський клуб наступні чотири з половиною сезони своєї ігрової кар'єри. Більшість часу, проведеного у складі «Спортінга», був основним гравцем команди, але клуб не був у цей час у змозі зламати гегемонію «Порту», так єдиним трофеєм цього періоду для болгарського легіонеру став Кубок Португалії.
Влітку 1995 року уклав контракт з німецьким «Штутгартом», у складі якого провів наступні вісім років своєї кар'єри гравця і створив атакувальне тріо з Джоване Елбером та Фреді Бобичем. Останні кілька років кар'єри він був найбільш високооплачуваним футболістом в Німеччині (6 млн. марок). За час виступів за «швабів» виборов титул володаря Кубка Німеччини та двічі ставав володарем Кубка Інтертото.
Завершив професійну ігрову кар'єру в клубі четвертого німецького дивізіону «Плауен», за який, працюючи граючи тренером, провів один матч у чемпіонаті в 2005 році.

## Виступи за збірні
1985 року залучався до складу молодіжної збірної Болгарії, разом з якою став чвертьфіналістом молодіжного чемпіонату світу 1985 року.
2 листопада 1988 року дебютував в офіційних матчах у складі національної збірної Болгарії у відбірковій грі на чемпіонат світу 1990 року проти збірної Данії (1:1).
У складі збірної був учасником чемпіонату світу 1994 року у США, чемпіонату Європи 1996 року в Англії та чемпіонату світу 1998 року у Франції.
Протягом кар'єри у національній команді, яка тривала 16 років, провів у формі головної команди країни 92 матчі, забивши 16 голів.

## Кар'єра тренера
Відразу після завершення ігрової кар'єри, 2003 року, залишився в клубі і став асистентом головного тренера «Штутгарта». Навіть після відходу Фелікса Магата влітку 2004 року, Балаков залишився в команді, ставши асистентом Маттіаса Заммера і покинув її тільки у 2005 році разом з Заммером. Після цього недовго тренував нижчоліговий німецький клуб «Плауен», за який навіть одного разу вийшов на поле у матчі Оберліги.
16 січня 2006 року Балаков очолив «Грассгоппер», закінчивши сезон на четвертому місці і влітку вигравши Кубок Інтертото, кваліфікувавши команду до Кубка УЄФА. У наступному сезоні, після вділого, договір з тренером був продовжений до 2008 року. Тим не менше, через незадовільні результати Балаков був звільнений 21 травня 2007 року за три тури до кінця чемпіонату.
29 жовтня 2007 року Красимир став тренером «Санкт-Галлена» , але зайняв з командою передостаннє місце і не зміг врятувати її від вильоту після поразки в плей-офф від «Беллінцони», після чого покинув клуб.

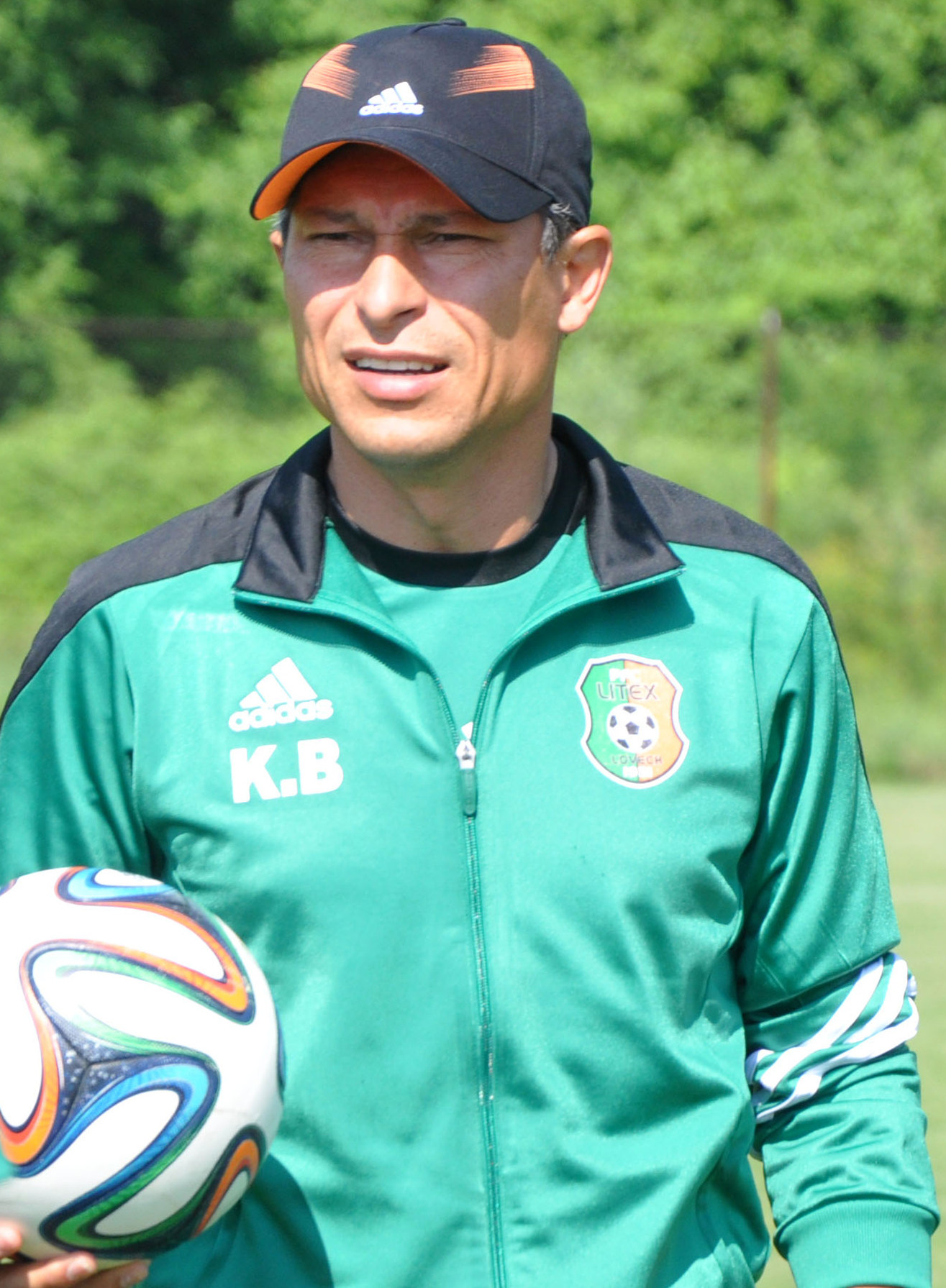
Красимир Балаков під час роботи з «Літексом». 2014 рік.

У грудні 2008 року Балаков очолив перший у своїй кар'єрі клуб з батьківщини, «Чорноморець» (Бургас). Для роботи в «Чорноморці» Красимир серед інших запросив 80-річного Йончо Арсова (асистент), колишьного партнера по збірній Златко Янкова (технічний директор) і колишнього партнера по «Штутгарту» Фреді Бобича (менеджер). Балаков з командою двічі посів високе місце в таблиці: сьоме місце в сезоні 2008/09 і п'яте місце в сезоні 2009/10. Проте в грудні 2010 року Красимир несподівано розірвав контракт з «Чорноморцем» за обопільною згодою, незважаючи на те, що команда займала четверте місце в лізі.
Через півроку, 27 травня 2011 року, Балаков став тренером хорватського «Хайдука» (Спліт), але не прапрацював навіть одного сезону і 22 березня 2012 року розірвав контракт, прийнявши пропозицію клубу німецької Бундесліги «Кайзерслаутерн». Клуб під його керівництвом провів 8 ігор у Бундеслізі 2011/12, здобувши лише 1 перемогу і зазнавши 7 поразок та вилетів у Другу Бундеслігу з останнього 18-го місця.. Після цього 18 травня 2012 року Балаков розірвав контракт з «Кайзерслаутерном» за обопільною згодою.
Наступним місцем тренерської роботи був клуб «Літекс», команду якого Красімір Балаков очолював як головний тренер у сезоні 2014/15 року, зайнявши з командою 4 місце і кваліфікувавшись до Ліги Європи. Подав у відставку 10 липня 2015 року після вильоту «Літекса» в першому кваліфікаційному раунді Ліги Європи від скромної латвійської «Єлгави».
Після невилокої паузи у тренерській роботі на початку 2018 року очолив тренерський штаб «Етира», а 14 травня 2019 року був призначений очільником тренерського штабу збірної Болгарії. З національною командою пропрацював менше півроку, був звільнений вже у жовтні того ж 2019 року після низки незадовільних результатів.
4 червня 2020 року був офіційно оголошений старшим тренером клубу «ЦСКА 1948».

## Титули і досягнення

### Командні
- Володар Кубка Португалії (1):

«Спортінг»: 1994–95
- Володар Кубка Німеччини (1):

«Штутгарт»: 1996–97
- Володар Кубка Інтертото (2):

«Штутгарт»: 2000, 2002

### Особисті
- Футболіст року в Болгарії: 1995, 1997
- У символічній збірній чемпіонату світу: 1994
- Найкращий бомбардир Кубка Португалії: 1992–93 (4 голи), 1993–94 (6 голів)
- Почесний громадянин Софії (1994)[15].